# Jan Jacob Spöhler
Jan Jacob Spöhler (Nederhorst den Berg, 7 november 1811 – Amsterdam, 15 juni 1866) was een Nederlandse kunstschilder.

## Leven en werk
Spöhler, ook Spohler, was een zoon van commissionair Jacob Spöhler en Maria Musculus. Hij trouwde in 1835 met Catharina Wilhelmina Elisabeth Giethoorn. Uit dit huwelijk werden onder anderen twee zoons geboren, die hun vader in het schildersvak volgden: Jacob Jan Coenraad (1837-1894) en Johannes Franciscus (1853-1923).
Spöhler was een leerling van de schilder Jan Willem Pieneman. Hij woonde en werkte onder meer in Amsterdam, Haarlem, Brussel, Den Haag, Rotterdam en ten slotte vanaf 1861 weer in Amsterdam. Hij exposeerde vanaf 1830 en werd in 1845 lid van de Koninklijke Academie in Amsterdam. Spöhler schilderde landschappen, waaronder diverse wintertaferelen met ijsvermaak. Hij gaf les aan onder anderen zijn zoon Jacob en Willem Vester.
De schilder overleed op 54-jarige leeftijd.

## Galerij

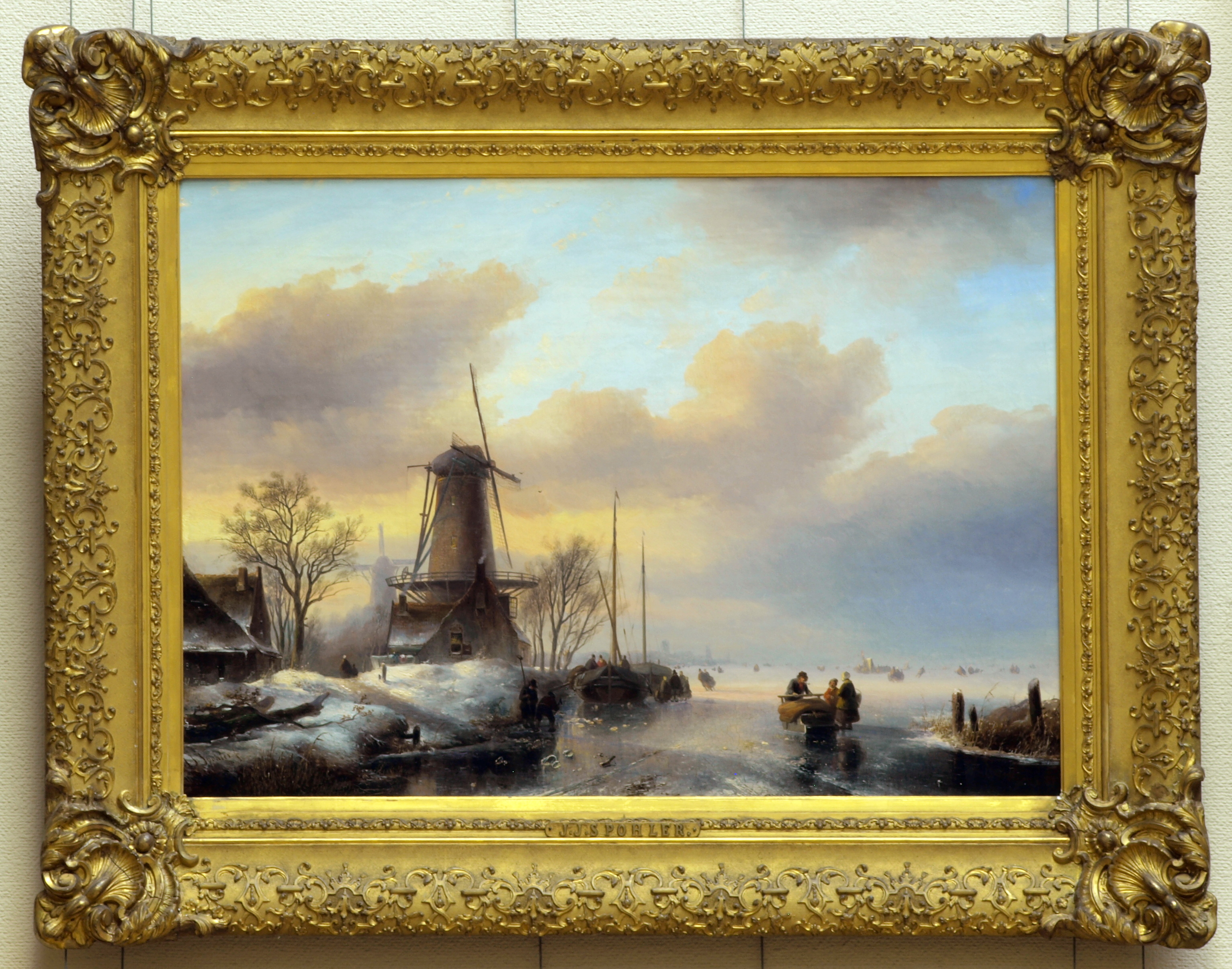
Winterlandschap, collectie Teylers Museum
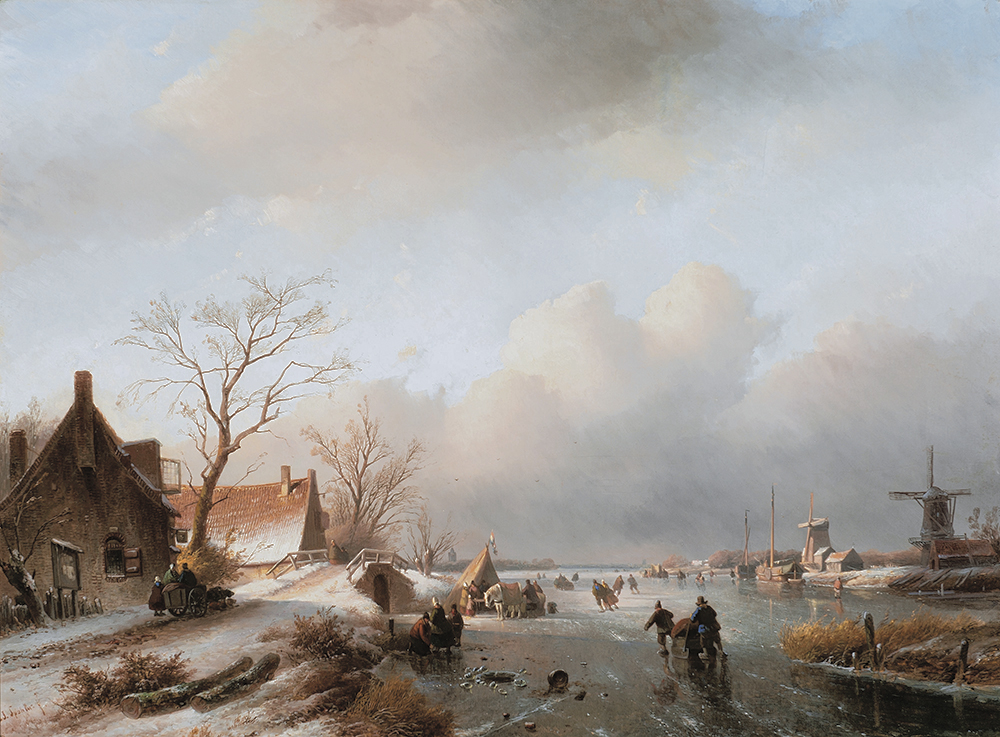
Winterlandschap, collectie Stedelijk Museum Kampen